# 鹿児島市立谷山小学校
鹿児島市立谷山小学校（かごしましりつ たにやましょうがっこう）は、鹿児島県鹿児島市谷山中央一丁目にある市立小学校。1869年（明治2年）に立志館として創立。

## 概要
鹿児島市の南部にある小学校であり、谷山郷（外城）の地頭仮屋跡に所在している。鹿児島市は、小学校の場合は40学級以上を大規模校の基準としていたが、1989年時点でそれを上回る43学級、1,549名の児童が在籍しており、鹿児島市で最も児童数が多い小学校となった。2023年5月1日現在では901名が在籍しており、40学級で構成されている。
現在に至るまで学校分離や統合が複数回行われており、1969年には東谷山小学校が、1978年に西谷山小学校が規模の適正化を目的にそれぞれ分離、新設された。

## 沿革
- 1869年（明治2年） - 立志館創立[4]。
- 1872年（明治5年） - 学制が発布され第15郷校創立（平民の入校は1874年まで許可されなかった）[5]
- 1876年（明治9年） - 谷山小学校と改称し正則小学校[注釈 1]となる。同時に女子の入学が許可される[5]。
- 1887年（明治20年） - 谷山小学校を二つに分け、谿山高等小学校及び森山尋常小学校となる[5]。
- 1908年（明治41年） - 女子児童を分立し、谷山女子尋常高等小学校を新設[7]。
- 1912年（大正元年） - 谿山・森山の両小学校を合併し、谿山男子尋常小学校に改称[7]。
- 1918年（大正7年） - 谷山女子尋常高等小学校に女子実業補習校を併設[7]。
- 1927年（昭和2年） - 1918年に設置された併設女子実業補習校を谷山実践女子校に改称[8]。
- 1929年（昭和4年） - 谿山男子尋常高等小学校、谷山女子尋常高等小学校を合併統一し、谷山尋常高等小学校となる[8]。
- 1941年（昭和16年） - 国民学校令により谷山国民学校と改称[8]。
- 1947年（昭和22年） - 谷山町立谷山小学校に改称[8]。
- 1957年（昭和32年） - 谷山町が市制施行し谷山市となったのに伴い、谷山市立谷山小学校に改称。
- 1966年（昭和41年） - 谷山小学校に中山小学校平治分校を統合[9]。
- 1967年（昭和42年） - 鹿児島市と谷山市が合併し鹿児島市谷山小学校となる[4]。
- 1969年（昭和44年） - 校区の分離で永田川以北が新設の東谷山小学校となる[10]。
- 1978年（昭和53年） - 校区の分離で西谷山小学校[1]が新設される。
- 2019年（令和元年）11月9日 - 谷山小学校創立150周年記念式典・記念祝賀会を開催[11]。

## 交流
1955年（昭和30年）より宮崎市立大淀小学校との交流が行われている。

## 生徒数
以下の生徒数遷移表は『谷山小学校 創立140周年』の記述の一部より作成。
凡例
|  | 生徒数（人） |

| 1929年 | 2,750 |  |
| 1967年 | 2,905 |  |
| 1978年 | 1,705 |  |
| 1989年 | 1,556 |  |
| 2009年 | 1,230 |  |

## 関係者

### 出身者
- 迫田さおり（バレーボール選手）
- 西郷輝彦（タレント）
- 吉田拓郎（シンガーソングライター）- 2年まで在籍し、転校。西郷と吉田は同級生。「夏休み」はこの学校に在籍していた時の実体験を元に作られた歌であり、歌詞に登場する「姉さん先生」は当時のクラス担任だった宮崎静子がモデル。2023年8月には小学校西門横に歌碑が建立された[14]。

## 通学区域
谷山小学校の通学区域は以下の町丁の区域が指定されている。
- 上福元町の一部
- 下福元町の一部
- 卸本町の一部
- 谷山中央一丁目から谷山中央七丁目までの全域
- 南栄一丁目から南栄三丁目までの全域